# 1931 en Belgique
Chronologie de la Belgique
- 1927
- 1928
- 1929
- 1930
- 1931
- 1932
- 1933
- 1934
- 1935

Cette page recense des événements qui se sont produits durant l'année 1931 en Belgique.

## Chronologie
- 15 janvier : limitation du recrutement de main d'œuvre étrangère[1].
- 12 février : l'Institut national de radiodiffusion (INR) est touché par un attentat à la bombe commis par la Légion nationale, mouvement nationaliste et antisocialiste. Cette organisation de tendance fasciste proteste contre la diffusion de L'Internationale sur les ondes de l'INR[2].
- 17 mars : le gouvernement diminue de 6 % le salaire des fonctionnaires[1].
- 21 mai : démission du gouvernement Jaspar II[3].
- 15 juin : installation du gouvernement Renkin (catholique-libéral)[3].
- 20 septembre : le Royaume-Uni décide de dévaluer la livre sterling, valeur directrice de l'économie mondiale. L'économie belge est durement touchée par cette dévaluation[4].
- 6 octobre : fondation du Verdinaso, mouvement politique nationaliste thiois, de tendance fasciste[5].
- Décembre 1931 : d'après le Fonds national de crise, la Belgique compte, au cours de l'hiver 1931-1932, plus de 300 000 chômeurs assurés[6].

## Culture

### Architecture

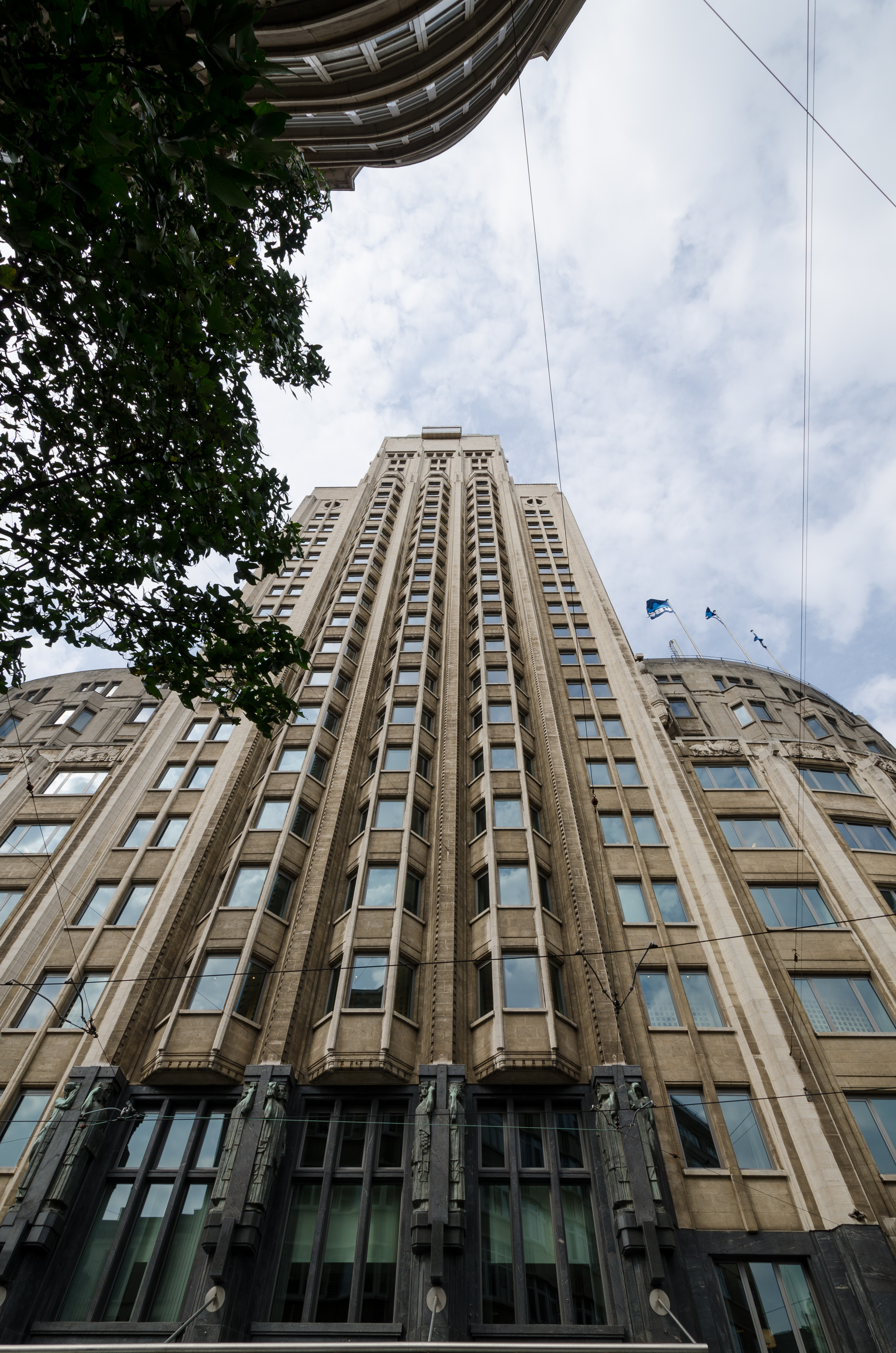
Boerentoren à Anvers (gratte-ciel Art déco).
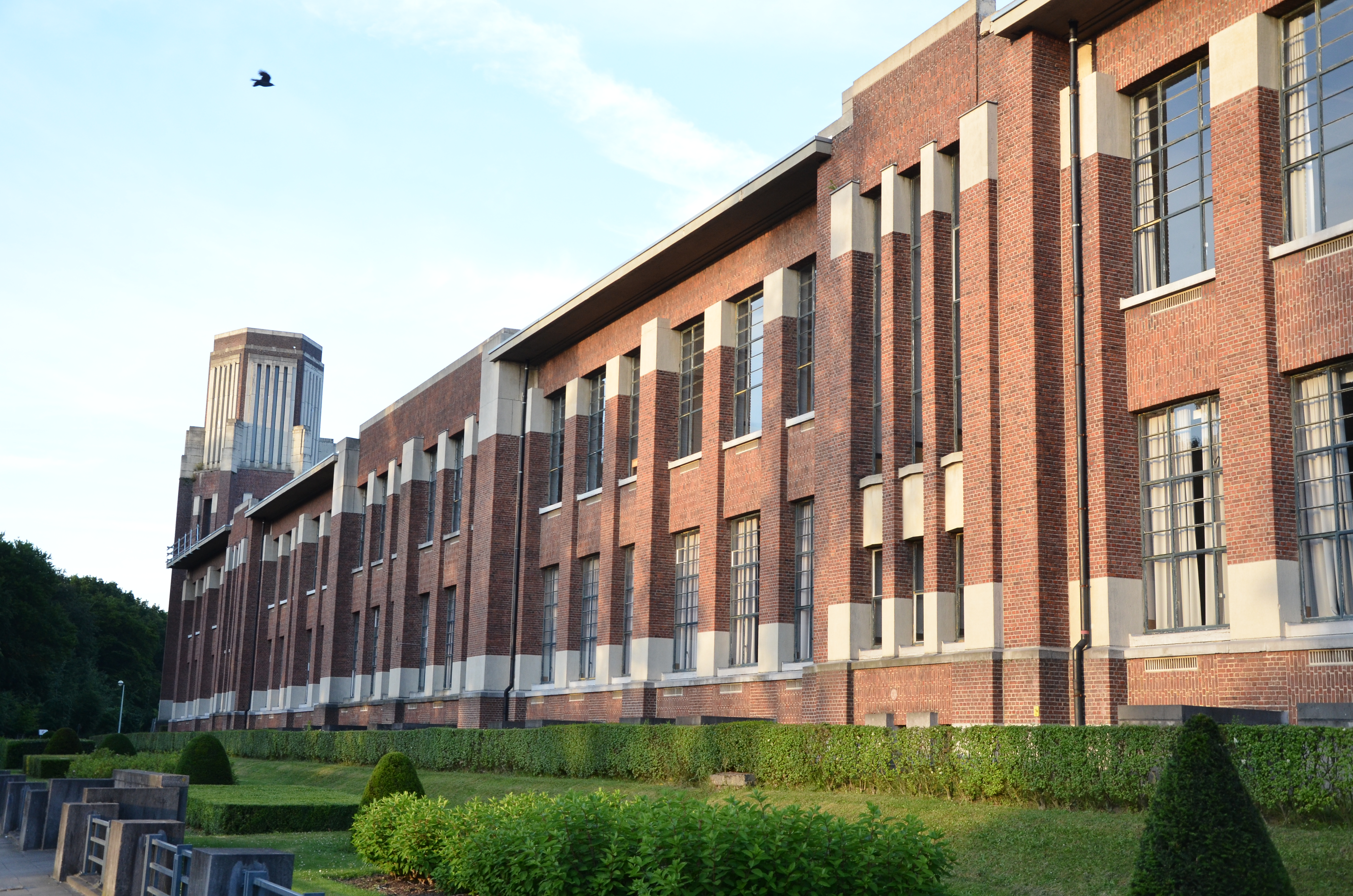
Écoles techniques provinciales à Boom (Anvers).
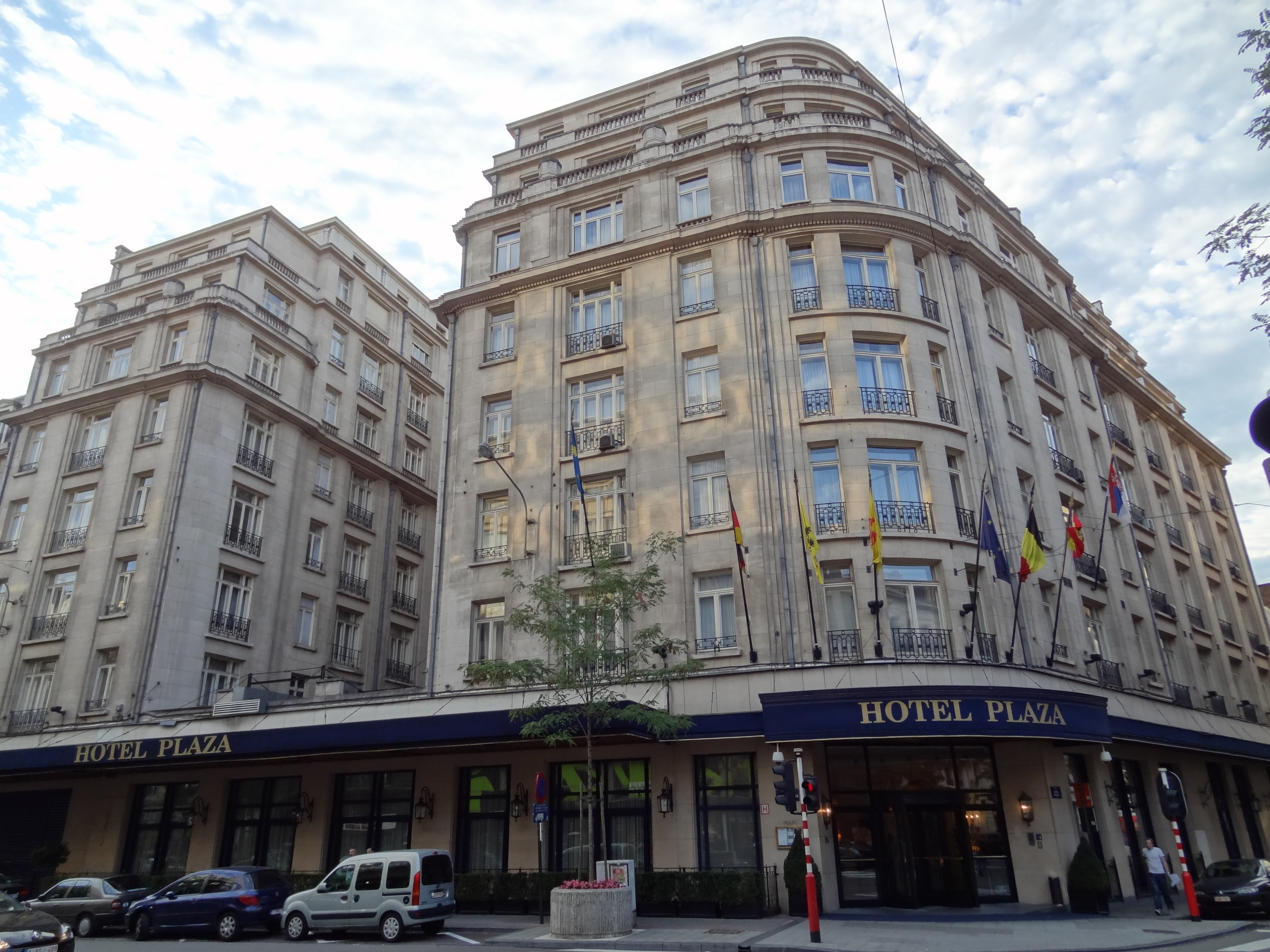
Hôtel Plaza, boulevard Adolphe Max à Bruxelles.
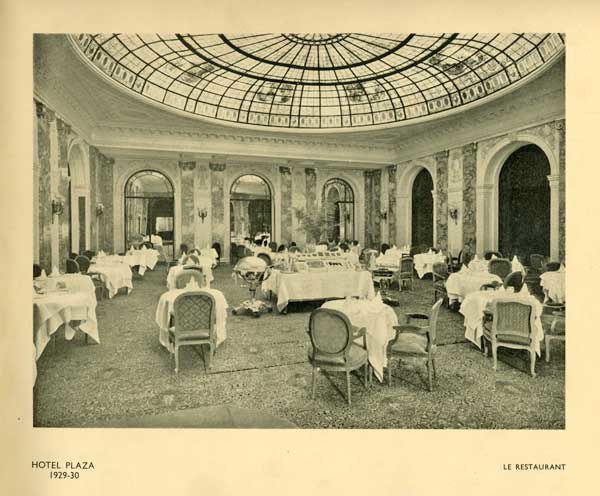
Restaurant L'Estérel de l'hôtel Plaza à Bruxelles.
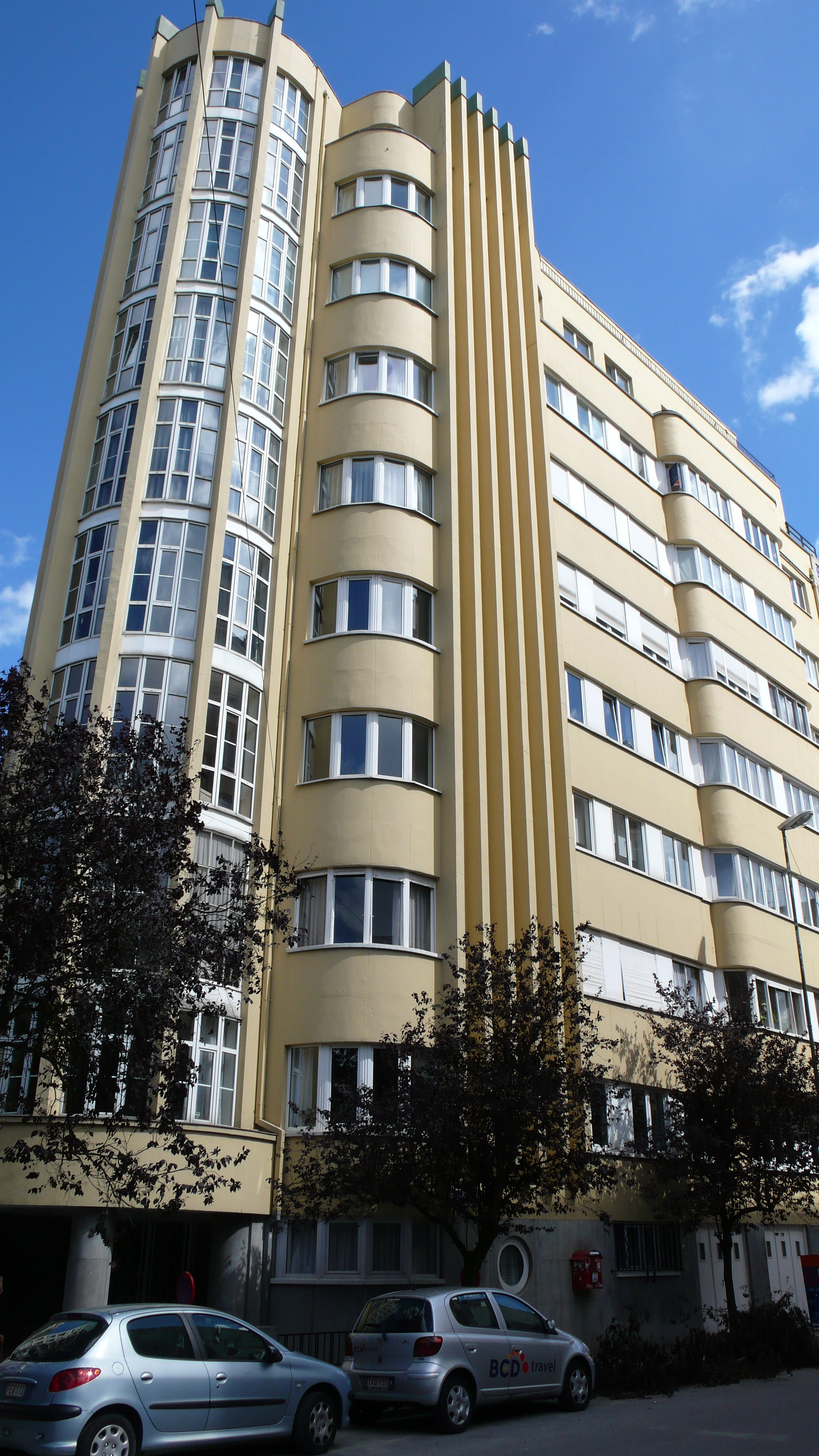
Résidence Ernestine à Ixelles.
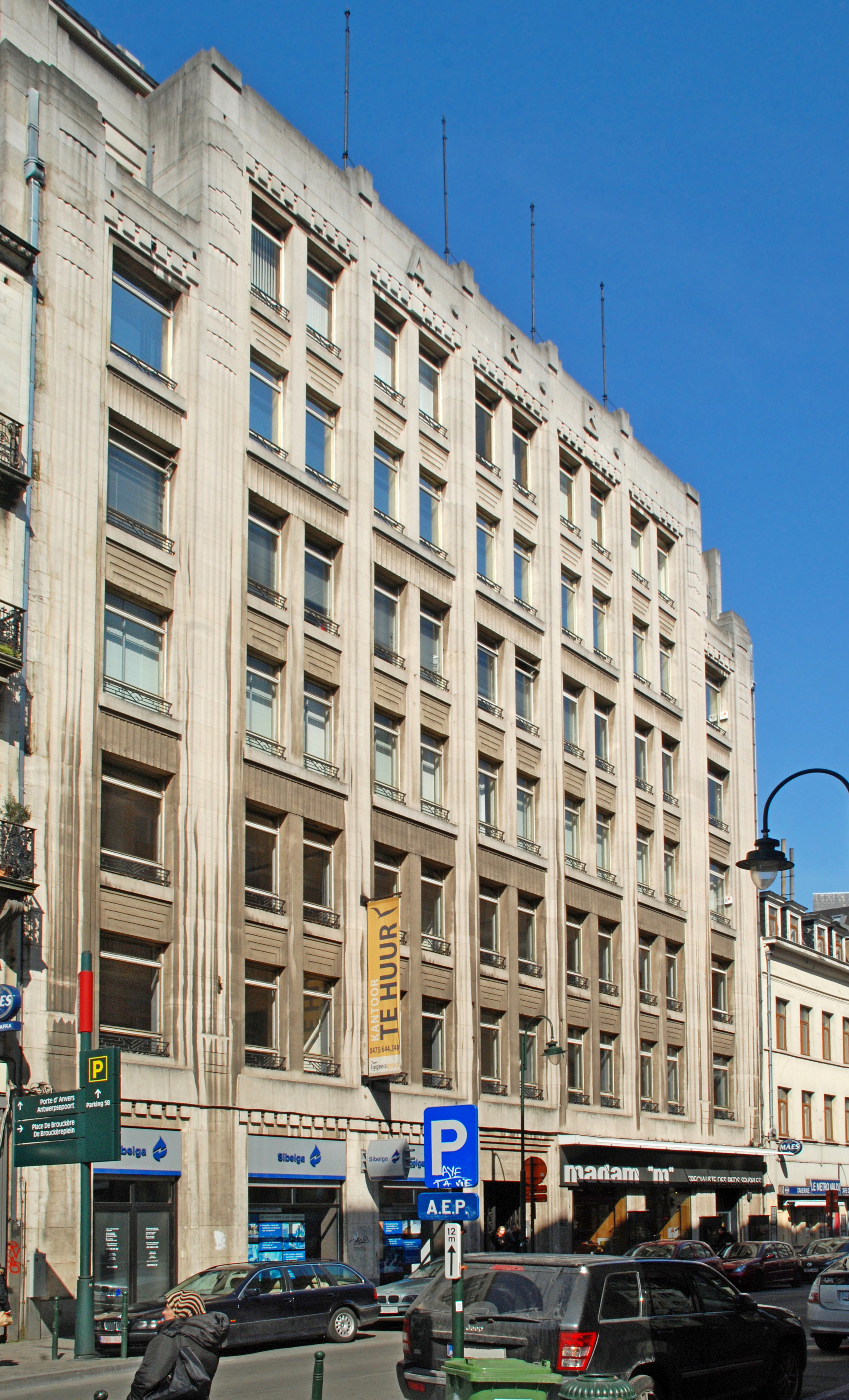
Siège de la Banque agricole de Belgique à Bruxelles (Art déco, Henri Wildenblanck)

### Bande dessinée
- Tintin au Congo d'Hergé.

### Littérature
- La Nuit du 12 au 13, roman policier de Stanislas-André Steeman.
- Sous-Dostoïevsky, roman d'Hubert Chatelion[7].
- Statues de neige, recueil de poésie d'Auguste Marin[8].

#### Romans policiers deGeorges Simenon
- Au rendez-vous des Terre-Neuvas
- Le Charretier de la Providence
- Le Chien jaune
- La Danseuse du Gai-Moulin
- La Guinguette à deux sous
- Monsieur Gallet, décédé
- La Nuit du carrefour
- Le Pendu de Saint-Pholien
- Pietr-le-Letton
- Le Relais d'Alsace
- La Tête d'un homme
- Un crime en Hollande

### Peinture

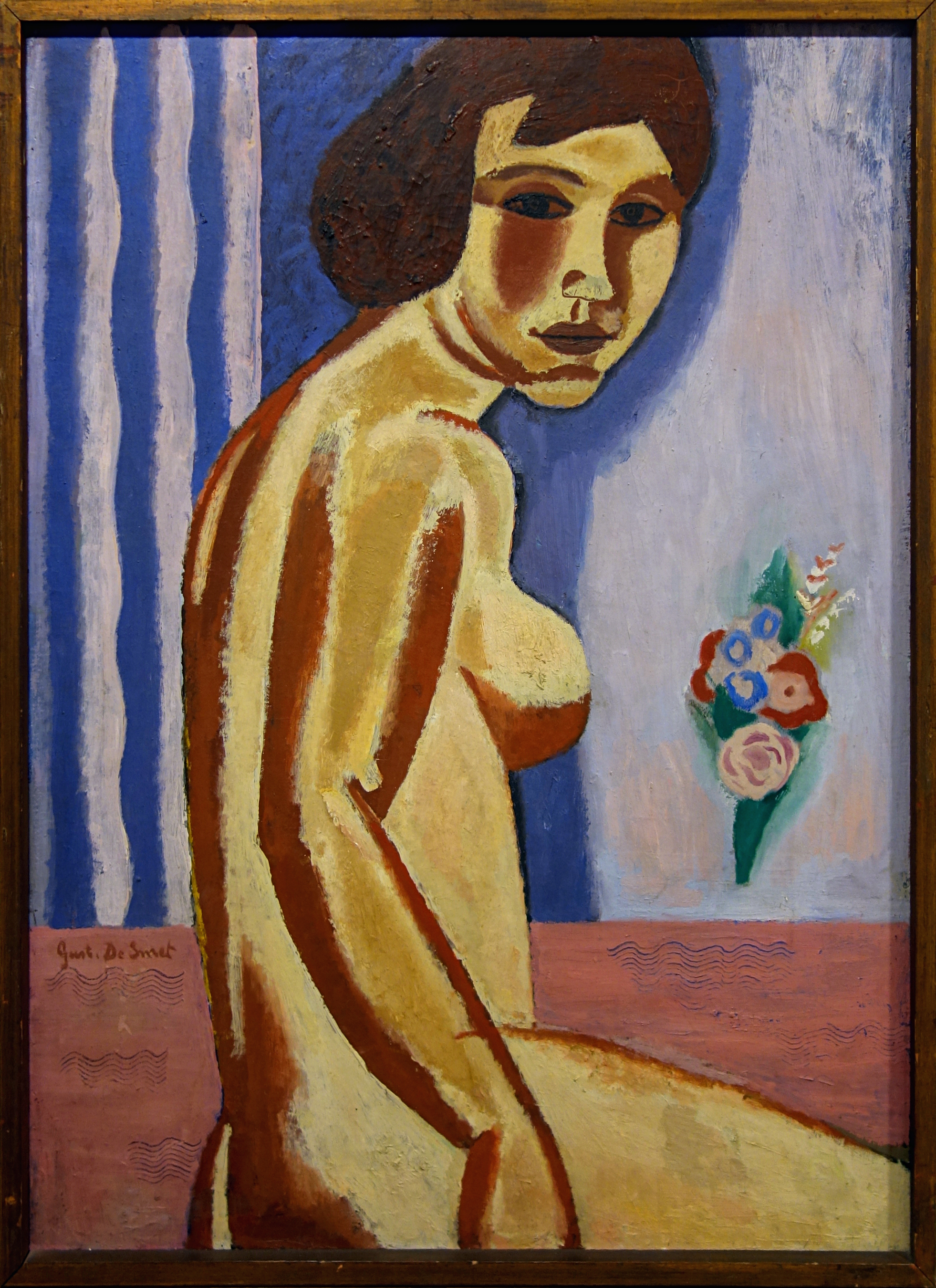
Femme nue au bouquet de fleurs (Gustave de Smet)

## Naissances
- 23 janvier : Armand Desmet, coureur cycliste († 17 novembre 2012).
- 30 mars : Ernest Glinne, homme politique († 10 août 2009).
- 5 mai : Greg, auteur et directeur littéraire de bande dessinée († 29 octobre 1999).
- 10 mai : Henri Simonet, homme politique († 15 février 1996).
- 10 juin : Gaston Geens, homme politique († 5 juin 2002).
- 26 juin : Jos Wijninckx, homme politique († 27 février 2009).
- 2 août : Pierre Laroche, acteur et metteur en scène († 3 mars 2014).
- 28 août : Emile Severeyns, coureur cycliste († 30 novembre 1979).
- 3 septembre : Guy Spitaels, homme politique († 21 août 2012).
- 4 septembre : Jozef Schils, coureur cycliste († 3 mars 2007).
- 29 novembre : André Noyelle, coureur cycliste († 4 février 2003).
- 2 décembre : Emiel Van Cauter, coureur cycliste († 26 octobre 1975).
- 30 décembre : Marcel Janssens, coureur cycliste († 29 juillet 1992).

## Décès
- 12 mai : Eugène Ysaÿe, violoniste (° 16 juillet 1858).
- 2 juin : Jules Lagae, sculpteur (° 15 mars 1862).
- 25 juin : Maurice Vauthier, homme politique (° 2 mars 1860).
- 14 novembre : Auguste Oleffe, peintre (° 17 avril 1867).